# سلامة موقع البناء
تتميّز أعمال البناء بخطورة موقع العمل، وتتضمن: بناء المنازل، والطرق، والشوارع، وإصلاح وصيانة مباني البنية التحتية، وغير ذلك من الأعمال. تتضمن هذه الأعمال عددًا من المهام والظروف الخطيرة مثل العمل من ارتفاع عالٍ، والتنقيب، والضوضاء، والغبار، وأدوات الطاقة، والمعدات. تحدث أكثر حالات الوفاة شيوعًا ضمن هذه الأعمال نتيجة لأربعة أسباب: السقوط، والتعرض لضربة من آلة أو أداة أو شيء ما، والصعق بالكهرباء، والعلوق بين شيئين. تزايد العمل في مجال البناء في البلدان النامية وغير المتقدمة خلال السنوات القليلة الماضية، وقد ارتبط ذلك مع زيادة في عدد وفيات العمل، وهي حالات وفاة تحدث لأفراد أثناء العمل أو أثناء أداء المهام المتصلة به. في مجال البناء بالتحديد، من المهم أن تكون مواقع العمل آمنة.

## نظرة عامة
في عام 2014، بلغ عدد إصابات العمل المميتة في الولايات المتحدة 4,679 إصابة، أي بمعدل بلغ 3.3 إصابة لكل 100,000 عامل موظف يعمل بدوام كامل. في نفس العام، زادت الإصابات الناجمة عن أعمال البناء والاستخراج بنسبة 5%، واحدة من كل خمس وفيات للعمال في 2014 كانت مرتبطة بأعمال البناء. يعمل في قطاع البناء ما يقرب من 6٪ من العاملين في الولايات المتحدة، وتبلغ نسبة وفيات العمال فيه 17% وهي أكبر نسبة وفيات أبلغ عنها لأي قطاع. 
في المملكة المتحدة، يتحمل قطاع البناء مسؤولية 31% من وفيات العمل و10% من الإصابات في مكان العمل. في جنوب أفريقيا، هناك 150 حالة وفاة ونحو 400 إصابة في كل عام مرتبطة بقطاع البناء. في البرازيل، يبلغ معدل وقوع حدوث جميع وفيات العمل 3.6 وفاة لكل 100,000. (لا توجد معلومات كافية عن وفيات العمل المرتبطة بقطاع البناء في آسيا وأمريكا الجنوبية وإفريقيا والمنطقة القطبية الجنوبية). يحتوي الجدول أدناه على معلومات عن مزيد من البلدان ومعدل الوفيات في مواقع البناء.
| الدولة/المنطقة             | الوفيات (سنويًا لكل 100,000 عامل) | العام | ملاحظات |
| أستراليا                   | 6.2                              | 2018  | [ 9 ]   |
| كندا                       | 8.7                              | 2008  | [ 10 ]  |
| أوروبا                     | 99.0                             | 2012  | [ 11 ]  |
| فرنسا                      | 2.64                             | 2012  | [ 12 ]  |
| فنلندا                     | 5.9                              | 2008  | [ 10 ]  |
| ألمانيا                    | 5.0                              | 2008  | [ 10 ]  |
| إيرلندا                    | 9.8                              | 2013  | [ 13 ]  |
| الهند                      | 10.0                             | 2008  | [ 14 ]  |
| النرويج                    | 3.3                              | 2008  | [ 10 ]  |
| السويد                     | 5.8                              | 2008  | [ 10 ]  |
| سويسرا                     | 4.2                              | 2008  | [ 10 ]  |
| المملكة المتحدة            | 1.62                             | 2015  | [ 15 ]  |
| الولايات المتحدة الأمريكية | 9.8                              | 2014  | [ 16 ]  |
| إسرائيل                    | 12.12                            | 2015  | [ 17 ]  |

## المخاطر
تتضمن مخاطر السلامة الرئيسية في مواقع البناء: السقوط، والتعرض لضربة من آلة أو أداة أو شيء ما، والصعق بالكهرباء، والعلوق بين شيئين. تسببت هذه المخاطر في إصابات ووفيات في مواقع البناء في جميع أنحاء العالم. غالبًا ما يعزى الفشل في تحديد المخاطر إلى محدودية أو عدم ملاءمة أو كفاية تدريب العمال والإشراف عليهم. تشمل المجالات التي يكون فيها التدريب محدودًا: التصميم من أجل السلامة، ومتابعتها، ومراقبتها، وقد يؤدي الفشل أو الضعف في أي من هذه المجالات إلى زيادة الخطر المتمثل في تعريض العمال للضرر في بيئة موقع البناء.
تعتبر حوادث السقوط السبب الرئيسي للإصابات في قطاع البناء، خاصة بالنسبة لكبار السن وعمال البناء غير المدربين. في دليل إدارة السلامة والصحة المهنية (أوشا) (29 سي أف آر) الذي تعتمده الولايات المتحدة، يلزم توفير حماية من السقوط في مناطق، على سبيل المثال لا الحصر، المنحدرات والممرات وغيرها من أعمال الحفريات، والجوانب والحواف غير المحمية، والأسقف، والفتحات مثل الثقوب، وأسطح المشي/العمل الأخرى، وغيرها. لدى الدول الأخرى قوانين وقواعد إرشادية خاصة للحماية من حوادث السقوط، من أجل منع حدوث الإصابات والوفيات.
يشكل تعطل المركبات ذات المحركات خطرًا آخر على السلامة في مواقع البناء. من المهم توخي الحذر أثناء تشغيل المركبات أو المعدات ذات المحركات في الموقع، ويجب أن تمتلك نظامًا لمكابح الخدمة، ونظامًا لمكابح الطوارئ، ونظامًا لمكابح الوقوف. يجب أن تكون جميع المركبات مجهزة بنظام إنذار مسموع في حال استخدمه مشغلها، كما يجب أن يكون لدى المركبات نوافذ وأبواب، وماسحات كهربائية للزجاج الأمامي، ورؤية واضحة للموقع من النافذة الخلفية. يجب تدريب جميع الموظفين بشكل صحيح قبل استخدامهم للمركبات والمعدات.
يتعين على الموظفين في مواقع البناء أن يكونوا على دراية بالمخاطر في موقع العمل. غالبًا ما شوهدت الكوابل والأسلاك الممتدة عبر الطرق مكشوفةً إلى أن اخترعت أدوات لحمايتها وغيرها من المعدات التي كان لا بدّ من مدّها في الطرق. هناك خطر شائع آخر قد يواجهه العمال وهو التعرض المفرط للحرارة والرطوبة في البيئة إذ يمكن أن يؤدي الإفراط في التعرض لهذا النوع من الأحوال الجوية إلى الإصابة بأمراض خطيرة مرتبطة بالحرارة مثل ضربة الشمس والإنهاك الحراري، ومعص الحرّ. من المخاطر الأخرى الموجودة في موقع البناء الأسبست والمذيبات والضوضاء وأنشطة المناولة اليدوية. 

## ضوابط الخطر
يساعد تجهيز الموقع وإعداده في منع حدوث الإصابة والوفيات في مواقع البناء، ويتضمن إزالة الأنقاض، وتسوية الأرض، وملئ الحفر، وقطع جذور الأشجار، ووضع علامات عند أماكن وجود أنابيب الغاز، والماء والكهرباءـ. ثمة طريقة أخرى للوقاية في موقع البناء تتمثل في توفير سقالة جاسئة وكافية لحمل وزنها بالإضافة إلى أربعة أضعاف أقصى حمل مزمع دون أن يحصل لها هبوط أو إزاحة. 
تشمل طرق الوقاية من حدوث الإصابات وتحسين إجراءات السلامة ما يلي:
- سلامة الإدارة
- دمج السلامة كجزء من المهمة
- خلق المسؤولية على جميع المستويات
- مراعاة السلامة أثناء عملية تخطيط المشروع
- التأكد من أن المقاولين مؤهلون مسبقًا في موضوع السلامة
- التأكد من تدريب العمال بشكل صحيح في مناطق مناسبة
- توفر نظام حماية من السقوط
- المنع والتصدي لسوء استعمال المواد من الموظفين
- مراجعة الحوادث، بالإضافة إلى عمليات التفتيش المنتظمة
- التدريب المبتكر على السلامة، مثل اعتماد الواقع الافتراضي في التدريب[26]
- توكيل بعض الأعمال للروبوتات (العمال قلقون من أن هذا سوف يقلل من معدلات توظيفهم)[26]
- اعتماد نظام نمذجة معلومات المباني بي آي أم مع طباعة ثلاثية الأبعاد لخلق نموذج البناء أولًا قبل تطبيقه وتنفيذه بشكل فعلي [26]

يتحمل الموظفون أو أصحاب العمل مسؤولية توفير نظام للحماية من السقوط وضمان استخدامه وتطبيقه. يمكن توفير الحماية من السقوط من خلال أنظمة حواجز الحماية، وأنظمة شبكات السلامة، وأنظمة كبح السقوط الشخصية، وأنظمة أجهزة تحديد المواقع، وأنظمة خطوط التحذير.
للوصول بأمان إلى منطقة العمل لمنع الإصابة، يجب التأكد من أن السلالم طويلة كفاية، كما يجب أن تكون السلالم، والدواليب، والممرات خاليةً من الأشياء الخطرة، والحطام، والمواد. يجب أن يقوم مهندس محترف مسجل بتصميم نظام حماية للخنادق التي يبلغ عمقها 20 قدمًا أو أكثر لغرض السلامة. لمنع الإصابات الناجمة عن الرافعات، يجب فحصها جيدًا بحثًا عن أي خلل أو عطل أو ضرر، ويجب أن يعرف المشغل الوزن الأقصى للحمولة التي سترفعها الرافعة، ويجب تدريب جميع المشغلين والمصادقة عليهم لضمان تشغيل الرافعات الشوكية بأمان وسلامة. 

## المخاطر وضوابط المخاطر لغير العاملين
لا يمكن للعديد من مواقع البناء استبعاد ومنع مرور غير العاملين بها بشكل كامل، فمثلًا: غالبًا ما تسمح مواقع بناء الطرق بحركة المرور، الأمر الذي يعرض غير العاملين فيها إلى درجة من الخطر.